# Die Israeliten in der Wüste
Die Israeliten in der Wüste (Wq 238, H.775) ist ein Oratorium von Carl Philipp Emanuel Bach. Das Libretto stammt von Daniel Schiebeler.

## Besetzung und Aufbau
Das Oratorium ist zweiteilig aufgebaut. Die Besetzung erfordert vier Gesangssolisten (Sopran, Alt, Tenor, Bass), Chor und Orchester.

### 1. Teil
- Chor: Die Zunge klebt am dürren Gaumen
- Rezitativ und Arie: Ist dieses Abrams Gott? – Will er, dass sein Volk verderbe? (Erster Israelit)
- Rezitativ und Arie: Verehrt des Ew’gen Willen – Bis hieher hat er euch gebracht (Aaron)
- Rezitativ und Arie: Warum verließen wir Ägyptens blühend Land? – O bringet uns zu jenen Mauern (Zweiter Israelit)
- Rezitativ: Für euch fleht Moses stets (Aaron)
- Symphonie
- Rezitativ und Chor: Welch ein Geschrei tönt in mein Ohr? (Moses) – Du bist der Ursprung unsrer Not
- Rezitativ: Undankbar Volk (Moses)
- Duett: Umsonst sind unsre Zähren (Erster, Zweiter Israelit)
- Begleitung: Gott, meiner Väter Gott (Moses, Chor)
- Arie: Gott, sieh Dein Volk im Staube liegen (Moses)
- Chor: Oh Wunder! (Chor der Israeliten)

### 2. Teil
- Arie: Verdienet habt ihr ihn Zorn des Herrn (Moses)
- Arie: Gott Israels, empfange in jauchzenden Gesange
- Rezitativ und Arie: Wie nah war uns der Tod! – Vor des Mittags heißen Strahlen (Erster Israelit)
- Begleitung: O Freunde, Kinder (Moses)
- Rezitativ und Arie: Beneidenswert, die ihren Sohn ihn nennt – Oh selig, wem der Herr gewähret (Zweiter Israelit)
- Rezitativ: Hofft auf den Ew’gen (Moses)
- Chor: Verheissner Gottes
- Chor: Was der alten Väter Schar
- Rezitativ: Oh Heil der Welt (Aaron)
- Chor: Lass Dein Wort

## Stil
Die „Israeliten“ ist ein Werk des empfindsamen Stils. Schon Stoffwahl und Textbehandlung tragen diesem Musikideal Rechnung. Der Hamburger Dichter Daniel Schiebeler, Verfasser weiterer Oratorien- und Liedtexte, verzichtet auf direkte Bibelzitate und setzt stattdessen poetische Reflexionen über Ausschnitte aus dem Alten Testament, die den Zug der dürstenden und entmutigten Juden durch die Wüste behandeln. Erst als Moses auf den lebenspendenden Wasserquell hinweist, gewinnt das Volk seinen Glauben wieder und preist Gott.
In der instrumentalen Einleitung gestaltet Bach in wenigen Takten ein spannungsgeladenes Crescendo. Hier zeigt sich Tonmalerisch-Symbolisches, ähnlich wie in der „Vorstellung des Chaos“ zu Beginn von Joseph Haydns Oratorium Die Schöpfung.
Die wohl schönste Arie des Oratoriums ist die des Moses: „Gott, sieh dein Volk im Staube liegen“. In einer ruhig dahinfließenden Kantilene stimmen Solofagott und Sänger eine ausdrucksvolle Zwiesprache an, ohne jegliche Koloraturen.
Die einzelnen Chöre sind Spiegelbilder verschiedener Stimmungen. Manches erinnert an den geifernden Ton der Hohepriester-Chöre aus der Johannes- und Matthäus-Passion Johann Sebastian Bachs, anderes ist in klagendem Gestus komponiert oder von Klängen des Triumphes und der Freude geprägt. Aber in erster Linie strebt Bach einen empfindsam-lyrischen Charakter an. Wie im Magnificat sind die Chöre bis auf wenige Ausnahmen homophon angelegt. Der Orchestersatz ist nur wenig durchgebildet, er wird größtenteils mit dem Chor parallel geführt.

## Wirkung
Gleich zu Beginn von Bachs Hamburger Tätigkeit als Musikdirektor, in der zweiten Hälfte des Jahres 1768 und zu Beginn des Jahres 1769, entstand „Die Israeliten in der Wüste“. Das Oratorium nimmt in der Geschichte der Gattung einen wichtigen Platz ein. Es bildet zusammen mit anderen Werken dieser Zeit den Grundstock der nunmehr weniger ortsgebundenen konzertmäßigen Oratorienpflege. Bachs ausdrücklicher Vermerk, dass dieses Werk „nicht just bey einer Art von Feyerlichkeit, sondern zu allen Zeiten, in und außer der Kirche“ gespielt werden könne, was dann in der Folgezeit auch mehrfach geschah, zeigt eine Tendenz an: die Verlagerung bisher hauptsächlich der Kirche vorbehaltener Musik in den Konzertsaal.
Das Interesse an Bachs Oratorium nach ersten Aufführungen in Hamburg, Berlin und Leipzig war außerordentlich groß, so dass sich der Komponist veranlasst sah, es zu drucken. Ein Exemplar des 1775 veröffentlichten Erstdrucks befand sich im Besitz von Johanna Elisabeth von Winthem, der späteren Frau von Friedrich Gottlieb Klopstock. Dass der Dichter des Messias, seit 1770 in Hamburg ansässig und mit Bach eng befreundet, Komposition und Herausgabe des Oratoriums mit angeregt und gefördert hatte, steht außer Zweifel. In einer Mitteilung an die Musikliebhaber Hamburgs teilt Bach mit, er werde „bis zum 10. Januar 1775, nach des Herrn Klopstocks Plan und Zureden, Subscription annehmen“.
Nachdem Johann Friedrich Reichardt das Oratorium im Hause Bachs – allerdings nur in einer Klavierfassung – kennengelernt hatte, schreibt er folgendes:

„Und wie passend, wie ganz erschöpft jeder Ausdruck war, wie stark, wie gewaltig das Geschrey des verzweifelnden Volks, wie originell der Ausdruck seines Spottes und Hohnes gegen Gott und ihren Führer, wie majestätisch die Sprache Mosis gegen das Volk, und wie flehentlich, wie tief in den Staub gebeugt demüthig, sein Gebet zu Gott, wie hinreissend frölich die Freude des erretteten Volkes, wie lieblich und angenehm überhaupt die ganze letzte Scene gegen die ersteren grauenvollen erbärmlichen Scenen absticht, das kann ich Dir gar nicht ausdrücken, dazu giebt es gar keine andere Zeichen, als Bachs eigene Töne.“